# Dominique Lacaze
Pour les articles homonymes, voir Lacaze.
Dominique Lacaze est un économiste français.

## Biographie
Il étudie à l'École centrale de Paris (promotion 1961). Il y collabore à la revue écrite par les étudiants.
Il devient professeur de sciences économiques à l'université Paris-Nanterre en 1990,. Il y dirige le DESS « Méthodes scientifiques de gestion ».
Il est d'abord Régent du Collège de ’Pataphysique dans la chaire Vélocipédologie en 1975, puis Provéditeur-Éditeur Adjoint depuis le 8 septembre 2012.